# 45mm protitankový kanón vzor 42

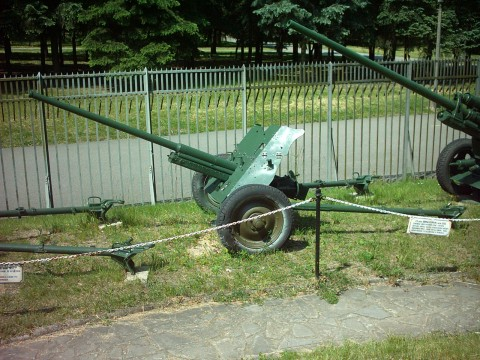
Protitankový kanón 45 mm vzor 42

Protitankový kanón vzor 42 (M-42) bylo sovětské dělo, které bylo v modifikaci používané i v některých lehkých sovětských tancích. Jednalo se o pokračovatele kanónu 45 mm vzor 1937. Oproti svému předchůdci měl delší hlaveň, vyšší průbojnost a přesnost, pancéřový štít byl zesílen na 7 mm. Sériová výroba byla zahájena roku 1942. Celkem bylo do roku 1945 vyrobeno 10843 kusů.
Kanóny měl ve své výzbroji i 1. československý armádní sbor v SSSR

## Technické údaje
- Obsluha: 5 osob
- Hmotnost v bojovém stavu: 625 kg
- Hmotnost v přepravním stavu: 1250 kg
- Délka: 4885 mm
- Šířka: 1634 mm
- Výška: 1200 mm
- Délka hlavně: 3087 mm
- Náměr: −8° do +25°
- Přepravní rychlost: do 50 km/h
- Hmotnost střely 0.85, 1.43, 2.14 kg
- Rychlost střelby 25–30 ran/min.
- Maximální dostřel 6600 m